# Erzbistum Johannesburg

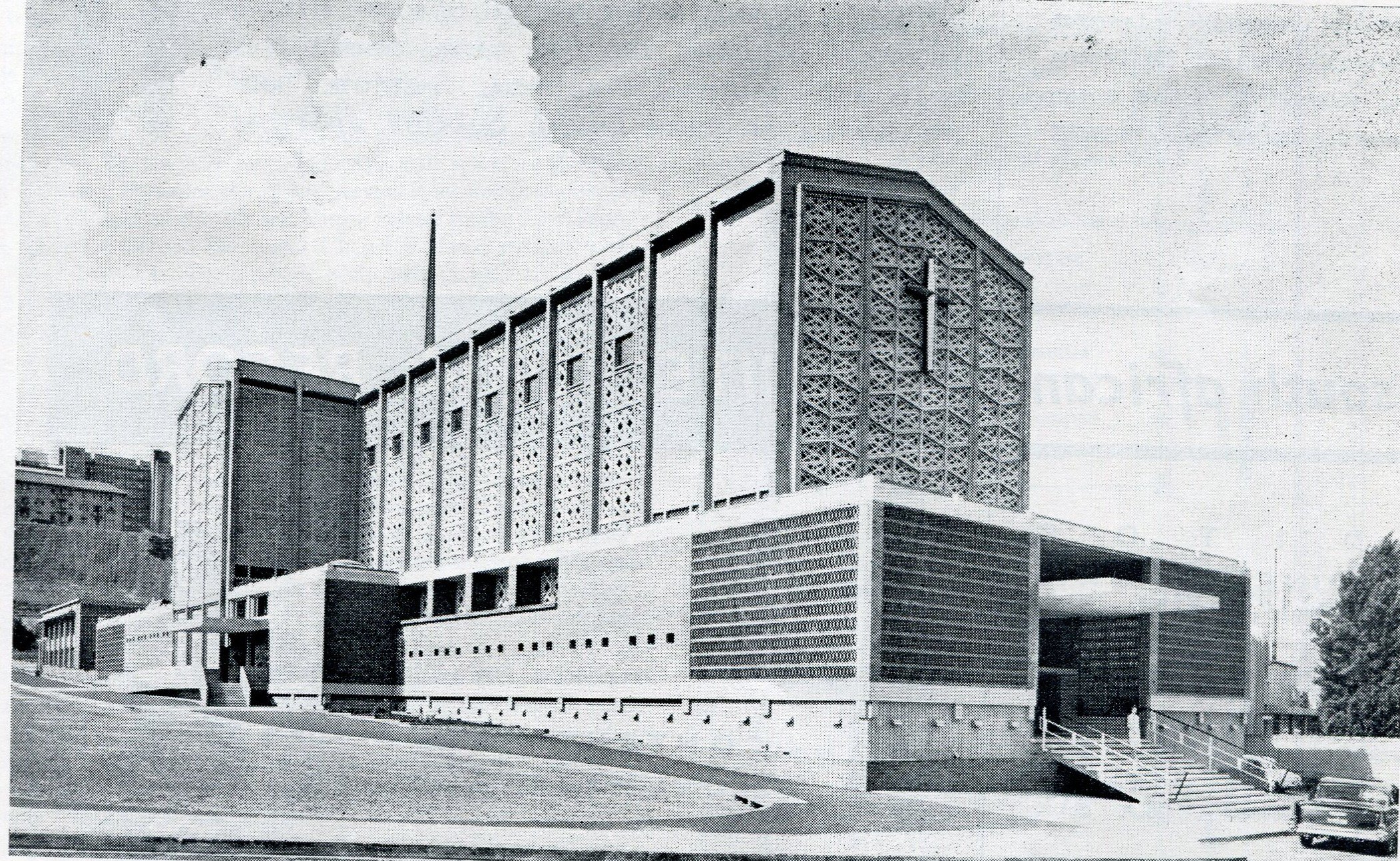
Christkönigs-Kathedrale in Johannesburg

Das Erzbistum Johannesburg (lat.: Archidioecesis Ioannesburgensis, engl.: Archdiocese of Johannesburg) ist eine in Südafrika gelegene Diözese der römisch-katholischen Kirche mit Sitz in Johannesburg (Provinz Gauteng).

## Geschichte
1886 wurde durch Papst Leo XIII. die Apostolische Präfektur Transvaal gegründet. Pius X. erhob diese 1904 zum Apostolischen Vikariat Transvaal („Transvaallensis“), Pius XII. firmierte diese 1948 zum Apostolischen Vikariat Johannesburg („Ioannesburgensis“) um.
Das Bistum Johannesburg wurde am 11. Januar 1951 mit der Neuordnung der kirchlichen Hierarchie in Südafrika durch Papst Pius XII. gegründet. Erster Bischof war William Patrick Whelan OMI. Es war dem Erzbistum Pretoria unterstellt, bis Johannesburg am 5. Juni 2007 zum Metropolitansitz erhoben wurde.
Dem Erzbistum Johannesburg sind die Suffraganbistümer Klerksdorp, Manzini und Witbank zugeordnet.

### Apostolische Vikare von Johannesburg
- William Miller OMI, 1904–1912
- Charles Cox OMI, 1914–1924
- David O’Leary OMI, 1925–1950
- William Patrick Whelan OMI, 1950–1951

### Bischöfe von Johannesburg
- William Patrick Whelan OMI, 1951–1954, dann Erzbischof von Bloemfontein
- Hugh Boyle, 1954–1976
- Joseph Patrick Fitzgerald OMI 1976–1984
- Reginald Joseph Orsmond, 1984–2002
- Buti Joseph Tlhagale OMI, 2003–2007

### Erzbischöfe von Johannesburg
- Buti Joseph Tlhagale OMI, 2007–2024, auch Vorsitzender der Südafrikanischen Bischofskonferenz (SACBC)
- Stephen Kardinal Brislin, seit 2024